# サムライ サンディエゴ
サムライ サンディエゴ（英：Samurai San Diego）は、かつてアメリカ合衆国カリフォルニア州南部の大学サマーリーグに加盟し、日本人の学生選手を主体として活動していたアマチュア野球チーム。

## 概要
アメリカの大学野球選手が5月から8月までの夏季休暇期間中にプレーするサマーリーグは、多くのメジャーリーグ（MLB）のスカウトが訪れるMLBの登竜門的な存在となっており、NCAA認可のNACSBや、NABF、NBCなど複数のアマチュア統括団体傘下のリーグが存在するほか、MLBによって創設されたリーグ、多数の独立したリーグが存在する。
NBC傘下でサンディエゴを拠点とするウエスタン野球協会が開催するWBAリーグの所属チームとして、2011年に「サムライ ALL JAPAN」の名称でチームが結成された。
主にアメリカ国内の大学に留学している日本人選手や、日本の独立リーグ、大学野球、高校野球出身の選手などから構成され、毎シーズン約25名が所属していた。2011年は元メジャーリーガーの大塚晶則が特別投手コーチを務め、選手として吉田えり、塚本浩二らが所属した。また4割以上の打率を残した大久保裕貴（外野手）がサンディエゴ・フォースの補強メンバーとして、NBC所属チームの頂点を争う大会で注目度も高い「NBCワールドシリーズ」に日本人留学生として初めて出場した。
2012年に、チーム名を「サムライ サンディエゴ」に変更し、アメリカ人大学生選手も加えたチーム構成にすることが発表された。 
2013年より、元プロ野球選手の土肥義弘が投手コーチに就任した。
2014年からは四国アイランドリーグplusの提携育成球団となった。
公式インスタグラムの更新は2015年2月が最後となっており、公式サイトは既にリンク切れとなっている。

## 主な所属選手・コーチ

### 選手
- 吉田えり（元：神戸9クルーズ）[3]
- 塚本浩二（元：東京ヤクルトスワローズ）[3]
- 大久保裕貴（元：石川ミリオンスターズ）
- 山上直輝（元：神戸9クルーズ）[3]

### コーチ
- 大塚晶則（元：サンディエゴ・パドレスなど）[3]
- 土肥義弘（元：埼玉西武ライオンズなど）[3]